# Sverre Andreas Jakobsson
Sverre Andreas Jakobsson (ur. 8 lutego 1977 w Oslo) – urodzony w Norwegii, islandzki piłkarz ręczny, reprezentant kraju. Obecnie występuje w niemieckim TV Grosswallstadt.
Największy sukces z reprezentacją odniósł podczas Igrzysk Olimpijskich 2008 w Pekinie, zdobywając srebrny medal olimpijski.
Podczas mistrzostw Europy 2010 w Austrii zdobył brązowy medal.
W 2008 otrzymał Krzyż Kawalerski Orderu Sokoła Islandzkiego.
Jego ojciec, Jakob Björnsson, był burmistrzem miasta Akureyri.

## Sukcesy

### reprezentacyjne
- 2010: III miejsce mistrzostw Europy, (Austria)
- 2008: wicemistrzostwo Olimpijskie, (Pekin)

### klubowe
- 2011: finalista pucharu EHF